# US Open-mesterskabet i damedouble 2016
US Open-mesterskabet i damedouble 2016 var den 128. turnering om US Open-mesterskabet i damedouble. Turneringen var en del af US Open 2016 og blev spillet i USTA Billie Jean King National Tennis Center i New York City, USA i perioden 31. august - 11. september 2016 med deltagelse af 64 par.
Mesterskabet blev vundet af det 12.-seedede par bestående af Bethanie Mattek-Sands og Lucie Šafářová, der vandt deres tredje grand slam-titel som par, idet de tidligere havde vundet Australian Open og Frenc Open i 2015. I finalen besejrede det amerikansk-tjekkiske par de førsteseedede franskmænd Caroline Garcia og Kristina Mladenovic med 2-6, 7-6, 6-4.
Garcia og Mladenovic havde i semifinalen besejret Martina Hingis og Coco Vandeweghe med 6-3, 6-4, mens Mattek-Sands og Šafářová havde vundet 6-2, 7-6 over de nykårede olympiske mestre, russerne Jekaterina Makarova og Jelena Vesnina, i deres semifinale.
Martina Hingis og Sania Mirza var forsvarende mestre, men de forsvarede ikke deres titel som par, eftersom de havde afbrudt deres samarbejde tidligere på året. Hingis stillede i stedet op sammen med Coco Vandeweghe, mens Mirzas makker var Barbora Strýcová. Hingis og Vandeweghe klarede sig bedst af de to par, da de som nævnt nåede frem til semifinalen, mens den indisk-tjekkiske konstellation måtte se sig slået allerede i kvartfinalen. Begge par blev i øvrigt slået ud af det topseedede franske par, Caroline Garcia og Kristina Mladenovic. Resultaterne betød, at Sania Mirza lige netop forsvarede sin førsteplads på WTA's verdensrangliste i double foran Martina Hingis.

## Pengepræmier og ranglistepoint
Den samlede præmiesum til spillerne i damedouble androg $ 2.731.512 (ekskl. per diem), hvilket var en stigning på knap 11 % i forhold til året før.
| Resultat               | Pengepræmier | Pengepræmier | Ændring ift. 2015 | WTA-point |
| Resultat               | Pr. par      | Total        | Ændring ift. 2015 | WTA-point |
| ---------------------- | ------------ | ------------ | ----------------- | --------- |
| Vindere (1)            | $ 625.000    | $ 625.000    | +9,6 %            | 2.000     |
| Finalister (1)         | $ 310.000    | $ 310.000    | +12,7 %           | 1.300     |
| Semifinalister (2)     | $ 150.000    | $ 300.000    | +12,7 %           | 780       |
| Kvartfinalister (4)    | $ 75.000     | $ 300.000    | +10,8 %           | 430       |
| Tabere i 3. runde (8)  | $ 40.000     | $ 320.000    | +14,2 %           | 240       |
| Tabere i 2. runde (16) | $ 24.500     | $ 392.000    | +12,9 %           | 130       |
| Tabere i 1. runde (32) | $ 15.141     | $ 484.512    | +6,6 %            | 10        |
| Samlet præmiesum       | -            | $ 2.731.512  | +10,9 %           | -         |

## Turnering

### Deltagere
Turneringen havde deltagelse af 64 par, der var fordelt på:
- 57 direkte kvalificerede par i form af deres ranglisteplacering pr. 22. august 2016.
- 7 par, der havde modtaget et wildcard.

#### Seedede par
De 16 bedst placerede af parrene på WTA's verdensrangliste pr. 22. august 2016 blev seedet:
| Seedning | Rang. | Spiller                               | Resultat     |
| -------- | ----- | ------------------------------------- | ------------ |
| 1        | 7     | Caroline Garcia Kristina Mladenovic   | Finale       |
| 2        | 14    | Chan Hao-Ching Chan Yung-Jan          | Anden runde  |
| 3        | 16    | Tímea Babos Jaroslava Sjvedova        | Tredje runde |
| 4        | 19    | Andrea Hlaváčková Lucie Hradecká      | Tredje runde |
| 5        | 20    | Jekaterina Makarova Jelena Vesnina    | Semifinale   |
| 6        | 21    | Martina Hingis Coco Vandeweghe        | Semifinale   |
| 7        | 22    | Sania Mirza Barbora Strýcová          | Kvartfinale  |
| 8        | 25    | Julia Görges Karolína Plíšková        | Tredje runde |
| 9        | 34    | Raquel Atawo Abigail Spears           | Første runde |
| 10       | 43    | Vania King Monica Niculescu           | Tredje runde |
| 11       | 46    | Xu Yifan Zheng Saisai                 | Tredje runde |
| 12       | 58    | Bethanie Mattek-Sands Lucie Šafářová  | Vinder       |
| 13       | 58    | Andreja Klepač Katarina Srebotnik     | Kvartfinale  |
| 14       | 68    | Darija Jurak Anastasia Rodionova      | Anden runde  |
| 15       | 80    | Kiki Bertens Johanna Larsson          | Anden runde  |
| 16       | 86    | Barbora Krejčiková Kateřina Siniaková | Kvartfinale  |

#### Wildcards
Syv par modtog et wildcard til turneringen.
| Spiller                           | Resultat     |
| --------------------------------- | ------------ |
| Brooke Austin Kourtney Keegan     | Første runde |
| Catherine Bellis Julia Boserup    | Første runde |
| Jacqueline Cako Danielle Lao      | Første runde |
| Samantha Crawford Jessica Pegula  | Første runde |
| Jada Hart Ena Shibahara           | Første runde |
| Asia Muhammad Taylor Townsend     | Kvartfinale  |
| Ashley Weinhold Caitlin Whoriskey | Første runde |

### Resultater

#### Kvartfinaler, semifinaler og finale
| Caroline Garcia     |
| Kristina Mladenovic |

| Sania Mirza      |
| Barbora Strýcová |

| Caroline Garcia     |
| Kristina Mladenovic |

| Barbora Krejčíková |
| Kateřina Siniaková |

| Martina Hingis  |
| Coco Vandeweghe |

| Martina Hingis  |
| Coco Vandeweghe |

| Caroline Garcia     |
| Kristina Mladenovic |

| Bethanie Mattek-Sands |
| Lucie Šafářová        |

| Bethanie Mattek-Sands |
| Lucie Šafářová        |

| Asia Muhammad   |
| Taylor Townsend |

| Bethanie Mattek-Sands |
| Lucie Šafářová        |

| Jekaterina Makarova |
| Jelena Vesnina      |

| Jekaterina Makarova |
| Jelena Vesnina      |

| Andreja Klepač     |
| Katarina Srebotnik |

#### Første, anden og tredje runde
| Caroline Garcia     |
| Kristina Mladenovic |

| Kurumi Nara |
| Naomi Osaka |

| Caroline Garcia     |
| Kristina Mladenovic |

| Naomi Broady  |
| Shelby Rogers |

| Naomi Broady  |
| Shelby Rogers |

| Kateryna Bondarenko |
| Chuang Chia-Jung    |

| Caroline Garcia     |
| Kristina Mladenovic |

| Eri Hozumi |
| Miyu Kato  |

| Eri Hozumi |
| Miyu Kato  |

| Magda Linette |
| Wang Qiang    |

| Eri Hozumi |
| Miyu Kato  |

| Alizé Cornet       |
| Pauline Parmentier |

| Darija Jurak        |
| Anastasia Rodionova |

| Darija Jurak        |
| Anastasia Rodionova |

| Raquel Atawo   |
| Abigail Spears |

| Michaëlla Krajicek |
| Heather Watson     |

| Michaëlla Krajicek |
| Heather Watson     |

| Mariana Duque-Mariño |
| Monica Puig          |

| Nicole Gibbs |
| Nao Hibino   |

| Nicole Gibbs |
| Nao Hibino   |

| Nicole Gibbs |
| Nao Hibino   |

| Viktorija Golubic |
| Nicole Melichar   |

| Sania Mirza      |
| Barbora Strýcová |

| Madison Brengle |
| Tatjana Maria   |

| Viktorija Golubic |
| Nicole Melichar   |

| Jada Hart     |
| Ena Shibahara |

| Sania Mirza      |
| Barbora Strýcová |

| Sania Mirza      |
| Barbora Strýcová |

| Andrea Hlaváčková |
| Lucie Hradecká    |

| Denisa Allertová   |
| Anna-Lena Friedsam |

| Andrea Hlaváčková |
| Lucie Hradecká    |

| Mirjana Lučić-Baroni |
| Maria Sanchez        |

| Mirjana Lučić-Baroni |
| Maria Sanchez        |

| Belinda Bencic   |
| Kirsten Flipkens |

| Andrea Hlaváčková |
| Lucie Hradecká    |

| Danka Kovinić   |
| Alicja Rosolska |

| Barbora Krejčíková |
| Kateřina Siniaková |

| Çağla Büyükakçay     |
| Anastasija Sevastova |

| Danka Kovinić   |
| Alicja Rosolska |

| Arina Rodionova |
| Elina Svitolina |

| Barbora Krejčíková |
| Kateřina Siniaková |

| Barbora Krejčíková |
| Kateřina Siniaková |

| Xu Yifan     |
| Zheng Saisai |

| Oksana Kalasjnikova |
| Aleksandra Panova   |

| Xu Yifan     |
| Zheng Saisai |

| Aleksandra Krunić |
| Andreea Mitu      |

| Marina Erakovic        |
| Arantxa Parra Santonja |

| Marina Erakovic        |
| Arantxa Parra Santonja |

| Xu Yifan     |
| Zheng Saisai |

| María Irigoyen |
| Paula Kania    |

| Martina Hingis  |
| Coco Vandeweghe |

| Julija Putintseva |
| Carina Witthöft   |

| María Irigoyen |
| Paula Kania    |

| Anna-Lena Grönefeld |
| Květa Peschke       |

| Martina Hingis  |
| Coco Vandeweghe |

| Martina Hingis  |
| Coco Vandeweghe |

| Julia Görges      |
| Karolína Plíšková |

| Liang Chen |
| Wang Yafan |

| Julia Görges      |
| Karolína Plíšková |

| Jaqueline Cako |
| Danielle Lao   |

| Louisa Chirico |
| Alison Riske   |

| Louisa Chirico |
| Alison Riske   |

| Julia Görges      |
| Karolína Plíšková |

| Lara Arruabarrena |
| Olga Savtjuk      |

| Bathanie Mattek-Sands |
| Lucie Šafářová        |

| Annika Beck      |
| Yanina Wickmayer |

| Lara Arruabarrena |
| Olga Savtjuk      |

| Shuko Aoyama    |
| Makoto Ninomiya |

| Bathanie Mattek-Sands |
| Lucie Šafářová        |

| Bathanie Mattek-Sands |
| Lucie Šafářová        |

| Kiki Bertens    |
| Johanna Larsson |

| Misaki Doi        |
| Varvara Lepchenko |

| Kiki Bertens    |
| Johanna Larsson |

| Asia Muhammad   |
| Taylor Townsend |

| Asia Muhammad   |
| Taylor Townsend |

| Brooke Austin   |
| Kourtney Keegan |

| Asia Muhammad   |
| Taylor Townsend |

| Irina-Camelia Begu |
| Raluca Olaru       |

| Tímea Babos        |
| Jaroslava Sjvedova |

| Jeļena Ostapenko |
| Andrea Petkovic  |

| Jeļena Ostapenko |
| Andrea Petkovic  |

| Catherine Bellis |
| Julia Boserup    |

| Tímea Babos        |
| Jaroslava Sjvedova |

| Tímea Babos        |
| Jaroslava Sjvedova |

| Jekaterina Makarova |
| Jelena Vesnina      |

| Mona Barthel    |
| Laura Siegemund |

| Jekaterina Makarova |
| Jelena Vesnina      |

| Samantha Stosur |
| Zhang Shuai     |

| Samantha Stosur |
| Zhang Shuai     |

| Jelena Janković |
| Xenia Knoll     |

| Jekaterina Makarova |
| Jelena Vesnina      |

| Ljudmyla Kitjenok |
| Nadiia Kitjenok   |

| Vania King       |
| Monica Niculescu |

| Samantha Crawford |
| Jessica Pegula    |

| Ljudmyla Kitjenok |
| Nadiia Kitjenok   |

| Ashley Weinhold   |
| Caitlin Whoriskey |

| Vania King       |
| Monica Niculescu |

| Vania King       |
| Monica Niculescu |

| Andreja Klepač     |
| Katarina Srebotnik |

| A.K. Schmiedlová |
| Renata Voráčová  |

| Andreja Klepač     |
| Katarina Srebotnik |

| Daria Gavrilova |
| Darja Kasatkina |

| Daria Gavrilova |
| Darja Kasatkina |

| Gabriela Dabrowski    |
| M.J. Martínez Sánchez |

| Andreja Klepač     |
| Katarina Srebotnik |

| Alla Kudrjavtseva |
| Sabine Lisicki    |

| Alla Kudrjavtseva |
| Sabine Lisicki    |

| V. Wongteanchai |
| Yang Zhaoxuan   |

| Alla Kudrjavtseva |
| Sabine Lisicki    |

| Han Xinyun   |
| Zhang Kailin |

| Chan Hao-Ching |
| Chan Yung-Jan  |

| Chan Hao-Ching |
| Chan Yung-Jan  |